# جستجو و ردیابی فروسرخ

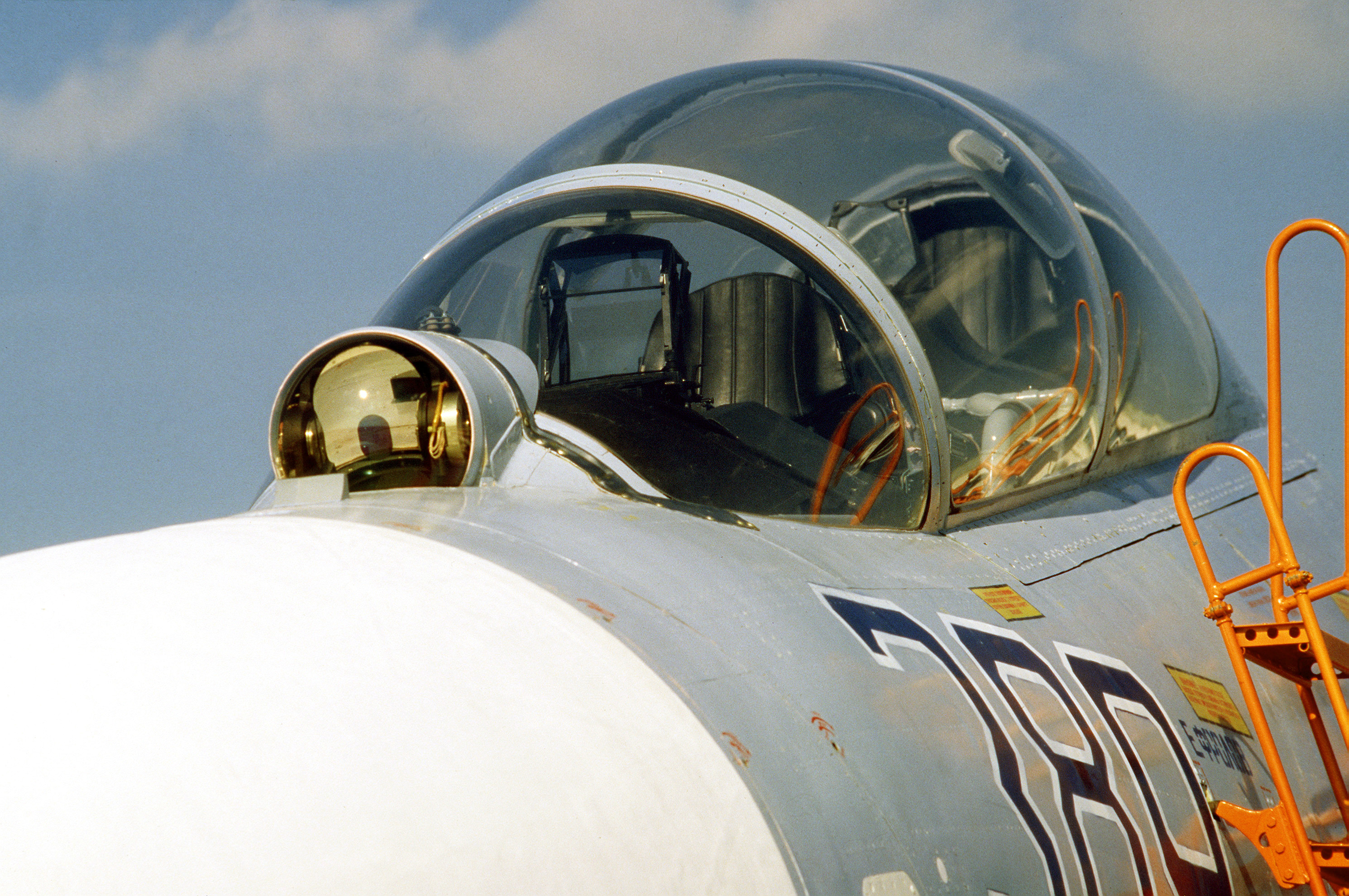
گیرنده جستجو و ردیابی فروسرخ در سوخو سو-۲۷.

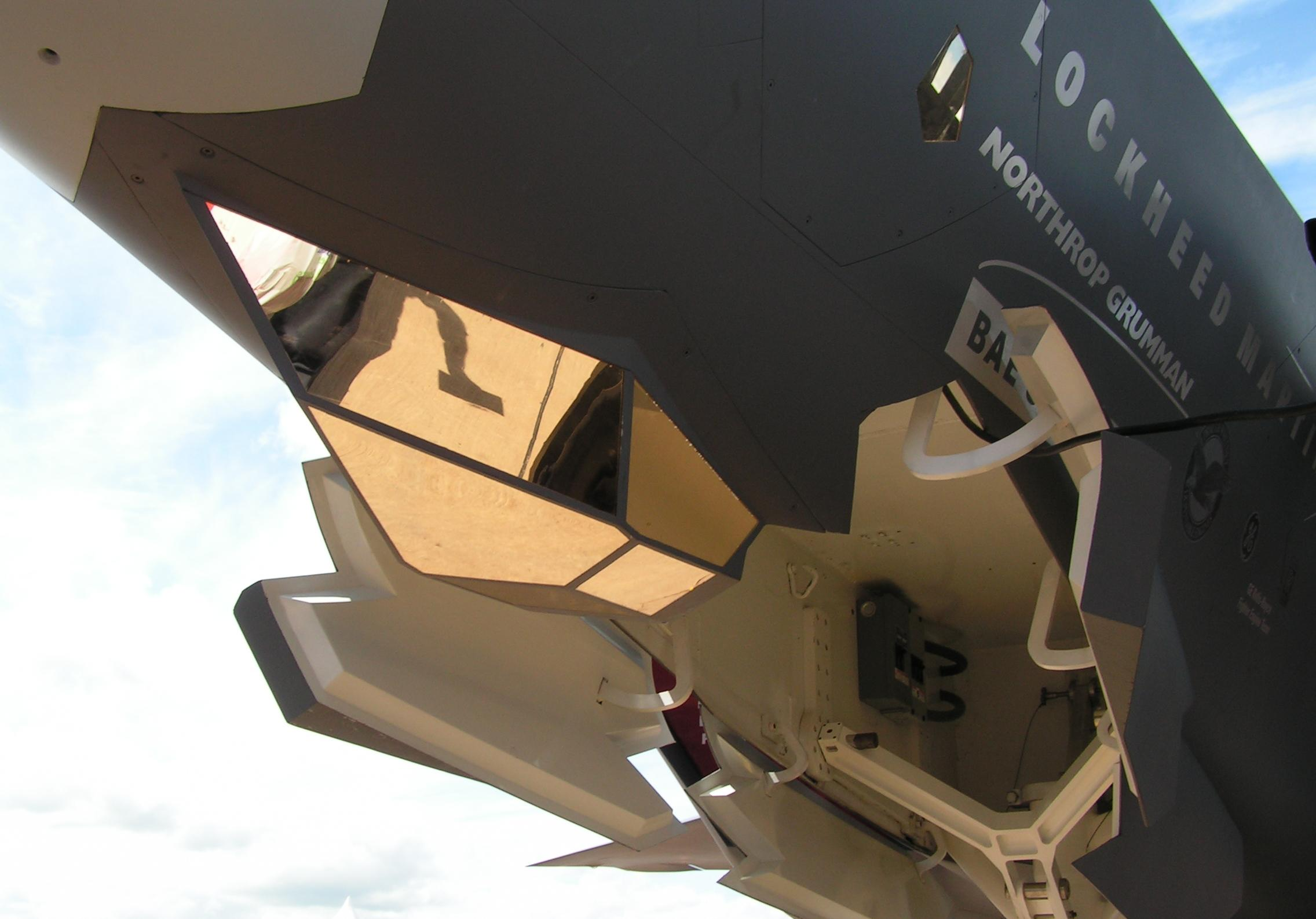
گیرنده جستجو و ردیابی فروسرخ در اف-۳۵.

جستجو و ردیابی فروسرخ (IRST) روشی برای جستجو کردن و تعقیب چیزهایی است که از خود اشعه فروسرخ گسیل می‌کنند، مانند هواپیماهای جت و بالگردها. جستجو و ردیابی فروسرخ حالت کلی شده دیدن روبه جلوی فروسرخ است که در آن با دیدی که توسط اشعه فروسرخ حاصل می‌شود از محیط آگاهی پیدا می‌کنند. چنین سامانه‌هایی حالت انفعالی دارند. یعنی به این معنا که بر خلاف رادار هیچ گونه اشعه‌ای از خود ساطع نمی‌کنند. این به آنها این مزیت را می‌دهد که خود هرگز شناسایی نمی‌شوند.